# Suovasaari (ö i Norra Österbotten, Koillismaa, lat 66,30, long 29,01)
Suovasaari är en ö i Finland. Den ligger i sjön Keltinki och i kommunen Kuusamo i den ekonomiska regionen  Koillismaa ekonomiska region  och landskapet Norra Österbotten, i den nordöstra delen av landet, 700 km norr om huvudstaden Helsingfors. Öns area är 1,1 hektar och dess största längd är 210 meter i öst-västlig riktning.